# Heinrich Häberlin
Heinrich Häberlin (Weinfelden, 6 de septiembre de 1868 – Frauenfeld, 26 de febrero de 1947) fue un juez y político suizo, miembro del Partido Radical Democrático (PRD). 
En 1904 fue elegido diputado en el Consejo Nacional y, en 1905, diputado del Gran Consejo del cantón de Turgovia. En 1920 fue elegido Consejero Federal y estuvo al frente del Departamento de Justicia y Policía hasta 1934. Fue un actor fundamental en la unificación del derecho penal suizo. Su mandato estuvo marcado por el fracaso de dos proyectos de ley relativos a la seguridad del Estado, las llamadas Leyes Häberlin I y II, que el pueblo rechazó en referéndum. Mediante dichas leyes se pretendía proteger el orden burgués democrático de las influencias extremistas, pero, en el convulso contexto político del período de entreguerras, estuvieron orientadas principalmente a reprimir a los grupos de izquierda.
Fue Presidente de la Confederación en 1926 y en 1931.

## Biografía

### Familia, estudios y carrera
Häberlin procedía de una influyente familia de Turgovia de la que salieron varios políticos liberales. Su padre, Friedrich Heinrich Häberlin, fue durante muchos años diputado cantonal, consejero de Gobierno y Consejero Nacional. Su tío Eduard Häberlin llegó a ocupar tantos cargos diferentes en la década de 1860 que la oposición impulsó en 1869 una reforma de la constitución cantonal con el objetivo de impedir la acumulación de cargos, conocida como «sistema Häberlin». Su madre, Anna Gmünder, era oriunda de Herisau.
Häberlin cursó la enseñanza obligatoria en Weinfelden. Posteriormente, asistió a la escuela cantonal de Frauenfeld, donde terminó el bachillerato en 1887. Durante sus años de estudiante fue miembro de la fraternidad estudiantil Thurgovia. Comenzó los estudios de Derecho en la Universidad de Zúrich, que continuó en las universidades de Leipzig y de Berlín. No llegó a terminar su tesis doctoral, ya que a mitad de camino resultó que otra persona ya había desarrollado el tema que había elegido. Se colegió como abogado en 1891 y realizó una breve pasantía en el bufete del consejero federal Louis Ruchonnet, en Lausana. En 1892 abrió su propio bufete en Weinfelden, que dos años más tarde trasladó a la capital cantonal, Frauenfeld. Tras ejercer durante un breve periodo como secretario judicial en Bischofszell, entre 1899 y 1920 presidió el tribunal distrital de Frauenfeld.
Durante su estancia en Lausana conoció a Paula Freyenmuth, hija de un constructor de Frauenfeld. La pareja contrajo matrimonio en 1897 y tuvo dos hijos. En el ejército, Häberlin alcanzó el grado de coronel y durante la Primera Guerra Mundial dirigió un regimiento de infantería. Su hijo Fritz Häberlin, nacido en 1899, fue juez federal durante más de 25 años a mediados del siglo XX.

### Política cantonal y federal
En 1904 fue elegido diputado del Consejo Nacional, en el que estuvo hasta 1920, año en que fue elegido Consejero Federal. Durante la Primera Guerra Mundial presidió el grupo parlamentario del Partido Radical Democrático en el Consejo Nacional. Asimismo, fue presidente del Consejo Nacional entre 1918 y 1919 y miembro del Comité Central suizo del PRD de 1911 a 1920. Simultaneó su actividad política a nivel nacional con su labor política en el cantón de Turgovia. En 1905 fue elegido miembro del Gran Consejo de Turgovia, institución en la que estuvo 15 años y que presidió en dos ocasiones (1909-1910 y 1915-1916). También presidió la sección cantonal del PRD de Turgovia de 1908 a 1915.
En enero de 1920, el consejero federal Felix Calonder anunció su dimisión, y se daba por hecho que su sucesor procedería de la Suiza oriental. El Consejero Nacional Robert Forrer, de San Galo, que en un principio partía como favorito, renunció a presentar su candidatura por motivos de salud. También se planteó la candidatura de Albert Mächler, otro consejero nacional de San Galo, pero no se le contemplaba como un candidato con posibilidades. Ante esta situación, la atención de los dirigentes radicales se volvió hacia Häberlin, que desde un principio había rechazado presentarse. Sin embargo, tras algunas vacilaciones, acabó por ceder a la petición de sus compañeros. En las elecciones del 12 de febrero de 1920 resultó elegido Consejero Federal con el apoyo de todas las grandes fuerzas burguesas, obteniendo 124 de los 159 votos válidos en la primera votación. Johannes Baumann, Consejero de los Estados por Appenzell Rodas Exteriores, obtuvo 13 votos, y los demás candidatos, 20 votos. El grupo parlamentario socialista, que en aquel momento estaba muy distanciado de la burguesía, votó en blanco.

#### Consejero Federal
Häberlin tomó posesión de su nuevo cargo de inmediato y asumió la dirección del Departamento de Justicia y Policía. Se le encomendó la tarea de impulsar diversas reformas legislativas, entre las que destacan el Código Penal Militar (1927), la Ley de la Administración de Justicia (1928), la Ley de Expropiación (1930) y la revisión de las disposiciones mercantiles del Código de Obligaciones. No obstante, su aportación más destacada fue la unificación del derecho penal suizo. El Código Penal suizo entró en vigor en 1942, durante el mandato de su sucesor en el cargo, Johannes Baumann, y se basó esencialmente en sus trabajos preparatorios. Fue Presidente de la Confederación en 1926 y en 1931.

Cartel electoral de los contrarios a la Ley Häberlin, diseñado por Carl Scherer

Una de las consecuencias que tuvo la huelga general de 1918 fue la progresiva polarización del panorama político suizo. Los partidos burgueses, alarmados por la percepción de que la agitación comunista y socialista iba en aumento, trataron de reforzar la protección interna del Estado. Así, este debía contar con medios legales para combatir la agitación y propaganda socialista y las huelgas masivas, así como impedir que se hiciera propaganda pacifista en el ejército. El proyecto de ley aprobado por el Parlamento se denominó oficialmente «Ley federal por la que se modifica el Código Penal Federal de 4 de febrero de 1853 en lo relativo a los delitos contra el orden constitucional y la seguridad interior y se introduce la suspensión condicional de la ejecución de la pena», pero popularmente se la denominó «Ley Häberlin» o «Ley sobre la subversión». Las organizaciones obreras promovieron la celebración de un referéndum. Durante la campaña, cargada de polémica, se presentó a Häberlin como el principal enemigo de la socialdemocracia. El 24 de septiembre de 1922, el pueblo rechazó el proyecto de ley con un 55,4% de votos en contra.
Cinco años más tarde, Häberlin sufrió una nueva derrota en referéndum. El 15 de mayo de 1927, el pueblo rechazó con claridad la «Ley federal sobre la circulación de automóviles y bicicletas» con un 59,9% de votos en contra. Häberlin, decepcionado por el rechazo al proyecto de ley, que habría uniformizado la legislación sobre tráfico rodado, lamentó la falta de confianza en sus autoridades y llegó a plantearse dimitir, pero sus compañeros de partido le convencieron para que continuara. En 1932 logró que se aprobara una nueva redacción de la Ley de Circulación.
A principios de la década de 1930, la situación en los extremos políticos volvió a tensarse. El 9 de noviembre de 1932, trece personas que participaban en una manifestación antifascista en Ginebra fueron asesinadas a tiros por soldados, y la llegada al poder de los nazis en Alemania en enero de 1933 conllevó un repunte temporal de los grupos de extrema derecha. El sector derechista de la burguesía exigía la adopción de nuevas reformas penales a través de un decreto federal urgente. Aunque perdió algunas simpatías en los sectores burgueses, Häberlin consiguió evitar que el clima de tensión generado por los incidentes de Ginebra alimentara la adopción de otro instrumento legal dirigido, una vez más de manera unilateral, contra la izquierda. Lo que finalmente presentó, obligado por el Parlamento, fue un proyecto de ley de carácter moderado que debía tramitarse a través del procedimiento legislativo ordinario y que pretendía contribuir a la lucha contra el extremismo de izquierdas y de derechas. Además, intentó atraer a los socialistas a la causa. Los partidos burgueses presentaron varias propuestas para endurecer la denominada «Ley federal de protección del orden público» durante su tramitación parlamentaria, pero los partidos de izquierda se opusieron y convocaron un referéndum. La ley, también conocida como «Ley Häberlin II», fue rechazada en el referéndum del 11 de marzo de 1934 con un 53,8% de votos en contra.

### Otras actividades
Un día después de la derrota en el referéndum, Häberlin anunció su dimisión, que se hizo efectiva el 30 de abril de 1934. Otro de los factores que contribuyeron a su desgaste en el cargo fueron las continuas discusiones que mantuvo con los consejeros federales Edmund Schulthess y Jean-Marie Musy. Posteriormente, participó de forma activa en numerosas organizaciones. En 1924 asumió la presidencia del consejo fundador de la asociación Pro Juventute. Desde este cargo, que ocupó hasta 1937, fomentó la persecución de los yeniches. En un folleto publicado por la organización Kinder der Landstrasse en 1927, los describió como una «mancha oscura en nuestra patria suiza, tan orgullosa de su orden cultural», que había que eliminar.
Presidió la Fundación Ulrico Hoepli desde 1921 hasta su muerte, la fundación cultural Pro Helvetia desde 1939 hasta 1944 y la Comisión Federal para la Protección de la Naturaleza y el Patrimonio desde 1936 hasta 1946. También formó parte del consejo de administración de la Caja Suiza de Seguros de Accidentes. En 1930 fue nombrado doctor honoris causa por la Facultad de Derecho de la Universidad de Basilea. Volvió a aparecer en la escena política en 1937 y 1938, para hacer campaña a favor del nuevo código penal, que él había promovido, y de la adopción del romanche como cuarta lengua nacional. Murió el 26 de febrero de 1947, a la edad de 78 años.